# Cmentarz żydowski w Krzepicach
Cmentarz żydowski w Krzepicach – kirkut, który został założony w I połowie XVIII w., zajmuje powierzchnię 1,4 ha. Do naszych czasów zachowało się 640 nagrobków, z których najstarszy pochodzi z 1749 r. Cmentarz jest jednym z największych skupisk żeliwnych macew w Europie – jest ich tu około czterystu, większość pochodzi z połowy XIX w. W 2000 r. został uporządkowany i odnowiony w ramach akcji Antyschematy przez młodzież polską i izraelską.